# Invasión de Ryūkyū
La invasión de Ryūkyū (琉球 侵攻 Ryūkyū Shinkō?) por las fuerzas japonesas del dominio feudal de Satsuma se llevó a cabo en 1609, y marcó el inicio del Reino de Ryūkyū como estado vasallo de Satsuma. Durante la campaña, la fuerza invasora se encontró con resistencia en todas las islas, excepto en una; aunque fue aplacada con dureza por el ejército de Satsuma.
A pesar de que Ryūkyū permaneció como estado vasallo, pudo conservar su relación como estado tributario del imperio chino que tenía desde hace mucho tiempo, hasta que fue anexado en 1879 por Japón como la prefectura de Okinawa.

## Etimología
La invasión fue llamada por el Reino de Ryūkyū como disturbio de Kiyū (己酉ノ乱 Kiyū no Ran?) o disturbio japonés de Kiyū (己酉倭乱 Kiyū Wa Ran?), donde Kiyū es el nombre del año dentro del ciclo sexagesimal chino para 1609.
En Japón, el suceso fue llamado durante el período Edo como la expansión de Ryūkyū (琉球征伐 Ryūkyū Seibatsu?) o la entrada a Ryūkyū (琉球入り Ryūkyū Iri?) y también como la campaña de expansión de Okinawa (征縄役 Sei Nawa no Eki?), denominado por eruditos japoneses antes de la Segunda Guerra Mundial.

## Trasfondo
La invasión del dominio de Satsuma a Ryūkyū constituyó en el clímax de una larga tradición de relaciones entre el reino y el clan Shimazu que dominaba Satsuma. Las dos regiones estuvieron desarrollando el comercio por varios siglos y posiblemente por mucho más tiempo; además Ryūkyū ocasionalmente pagaba tributo al shogunato Ashikaga de Japón (1336–1573), así como con la China de la dinastía Ming desde 1372.
En las últimas décadas del siglo XVI, el clan Shimazu, junto con Toyotomi Hideyoshi, quien gobernó Japón entre 1592 y 1598, pidió o exigió varios tipos de ayuda o servicios por parte del reino en numerosas ocasiones. El rey de Ryūkyū, Shō Nei, estuvo al tanto de las demandas japonesas, enviando el barco Aya-Bune a Satsuma entre febrero y marzo de 1592, y accedió proveer la mitad de su carga asignada como preparación para la invasión a Corea en 1593. Sin embargo, Shō Nei también ignoró muchas peticiones de Shimazu y de Hideyoshi, impulsando a Satsuma, con el permiso del nuevo shogunato Tokugawa (1603-1867), a invadir Ryūkyū en 1609, alegando que era una misión punitiva.
Uno de los principales eventos que provocó la agresión de Satsuma fue cuando Hideyoshi lanzó la primera de las dos invasiones a Corea. En 1591, Shimazu Yoshihisa dijo al rey que "Hideyoshi ordenó a Ryūkyū y a Satsuma contribuir con 15 000 tropas para invadir China; sin embargo, Ryūkyū es un país lejano y la estrategia militar japonesa es poco familiar para sus fuerzas. Yo los eximo de la movilización de las tropas. A cambio, deberán suplir 10 meses de raciones para 7000 tropas". Shō Nei sólo cumplió con la mitad en 1593.
Tras la muerte de Hideyoshi en 1598, y el posterior ascenso al poder de Tokugawa Ieyasu, a Shō Nei se le pidió por parte de Satsuma que formalmente se presentara ante el nuevo shogunato, pedido que fue ignorado. En 1603, algunos marinos de Ryūkyū naufragaron en las costas de Sendai y Tokugawa Ieyasu los devolvió a Ryūkyū. Satsuma pidió al reino de Ryūkyū a que agradeciera al shogun Ieyasu, pero lo ignoró. Entonces el clan Shimazu solicitó una misión punitiva contra Ryūkyū. Aproximadamente 100 barcos con 3000 soldados se concentraron en el puerto de Yamakawa (hoy Miyama), el 1 de marzo de 1609. Ichirai Magobee, soldado de la expedición, escribió un diario sobre la invasión. La flota partió el 4 de marzo, bajo el comando de Kabayama Hisataka y Hirata Masumune.

## Invasión

### Amami Ōshima
La flota de Satsuma llegó a la isla de Amami Ōshima el 7 de marzo. Los habitantes no mostraron resistencia y ofrecieron ayuda al ejército de Satsuma. Tameten, jefe del pueblo de Kasari, estaba subordinado a Kabayama y pidió a los habitantes de Amami que se rindieran. Shigetedaru, jefe del pueblo de Yakiuchi, ayudó al ejército de Satsuma con suministros. El 16 de marzo partieron por delante 13 naves en dirección a Tokunoshima, mientras que el restó abandonó Amami el día 20 de marzo.
El 10 de marzo, el rey Shō Nei fue informado del ingreso del ejército de Satsuma en Amami. El rey envió al monje Ibun, del templo Tenryu, a Amami con el fin de pedir la rendición, pero el monje no tuvo contacto con el ejército; la razón no fue clara.

### Tokunoshima
El 17 de marzo, la avanzada de 13 barcos llegó a la isla de Tokunoshima. Dos naves llegaron a Kanaguma, sin incidentes. Otras ocho naves llegaron a Wanya (hoy Amagi), pero estas fueron sitiadas toda la noche por mil personas. Al día siguiente, las tropas de Satsuma desembarcaron, dispararon y mataron a 50 personas. Tres barcos llegaron a Akitoku (hoy Tokunoshima), y fueron atacados en la orilla del agua por los habitantes del pueblo. Sin embargo, las tropas de Satsuma rápidamente acabaron con ellos, matando entre 20 y 30 personas.
La flota principal de Satsuma llegó a Akitoku a las 4 p. m. del 20 de marzo. Al día 21, Kabayama dejó la isla rumbo a Okinoerabujima con una avanzada de 10 barcos. Los demás barcos salieron el día 24 a las 10 a. m. y llegaron a Okinoerabu al atardecer. Entonces se reunieron con Kabayama y partieron rumbo a la isla de Ryūkyū, isla principal del reino.

### Isla de Ryūkyū

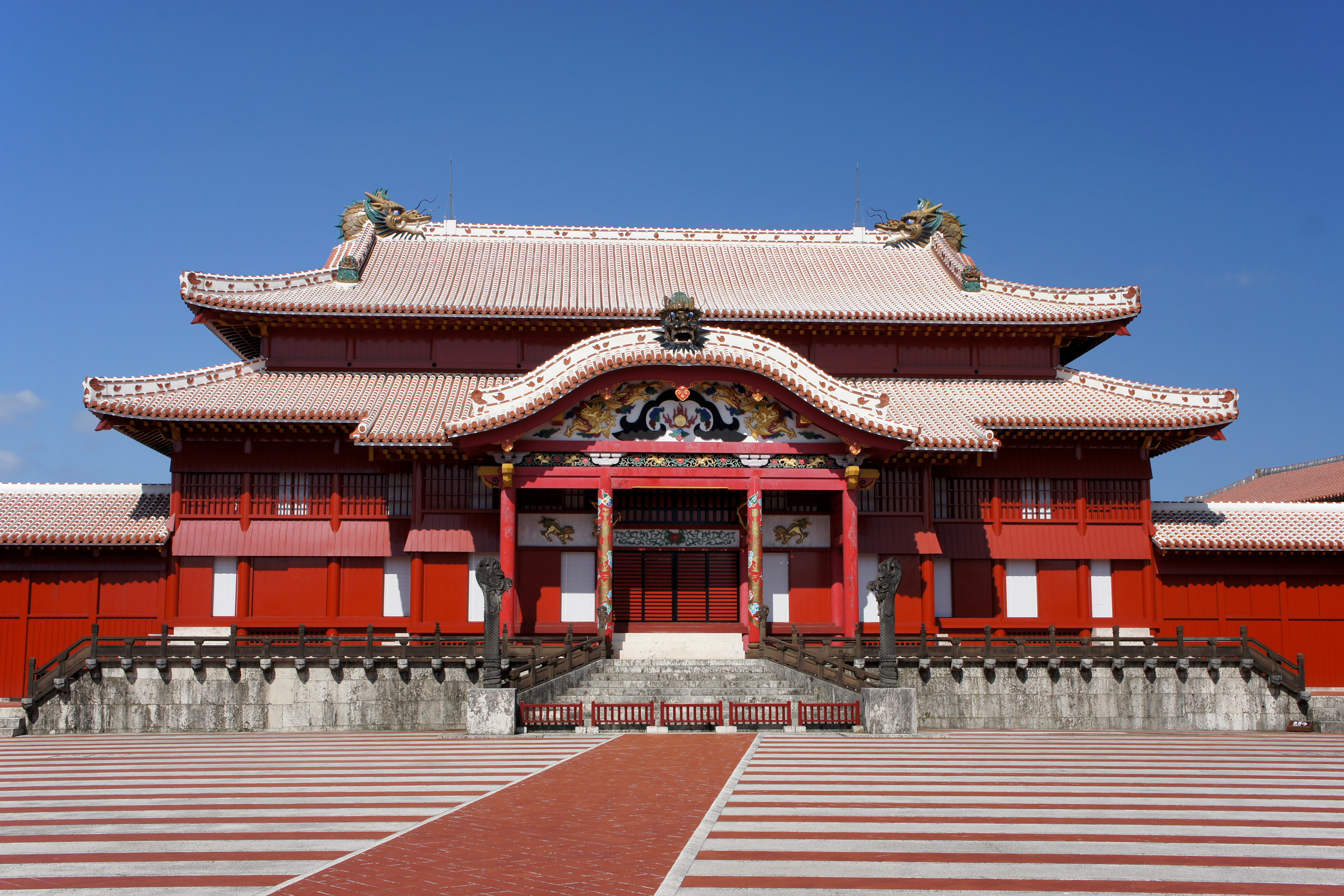
Castillo Shuri, palacio real de Ryūkyū.

La flota de Satsuma llegó al puerto de Unten, en la península de Motobu, al norte de la isla de Ryūkyū (hoy Okinawa), a las 6 p. m. del 25 de marzo, pero desembarcaron algunas tropas el día 27. Estas tropas encontraron el Castillo Nakijin desierto, y luego prendieron fuego en algunos lugares.
Cuando el rey Shō Nei se enteró de la incursión de Satsuma en Nakijin, instruyó una orden imperial a Kikuin, maestro zen, con el fin de proponer la paz. Kikuin vivió muchos años en Satsuma y conocía a tres señores del clan Shimazu. La misión diplomática encabezada por Kikuin, abandonó Shuri, capital del reino, a las 8:00 a. m. del 26 de marzo y llegaron a Kuraha al mediodía, luego se trasladaron a Onna en barco, y el día 27 se trasladaron nuevamente en bote a Nakijin. Kikuin logró conversar con Kabayama y éste propuso conversaciones de paz en Naha.
Al amanecer del 29 de marzo, Kikuin abordó la flota de Satsuma y abandonaron Unten, llegando a Ōwan a las 6:00 p. m. La misión diplomática de Ryūkyū abandonó la flota japonesa, llegaron a Makiminato a las 10:00 p. m. y luego a Shuri a altas horas de la noche. Kikuin reportó al rey la propuesta de Kabayama, y se movilizaron a Naha al amanecer.
En Ōwan, Kabayama envió algunos emisarios a Naha para hacer cumplir su promesa, mientras que él desembarcó a otros hombres, porque escuchó que había una cadena en la entrada del puerto de Naha y eso impediría la entrada de los barcos. Entonces Kabayama y las tropas de Satsuma partieron de Ōwan y marcharon a Shuri.
A las 2 p. m. del 1 de abril, la flota de Satsuma ingresó sin problemas al puerto de Naha, y se iniciaron las conversaciones de paz en Oyamise, Naha; pero al mismo tiempo en Shuri ocurrió un incendio y las fuerzas de Kabayama respondieron invadiendo la capital. Algunos oficiales de Satsuma se apresuraron desde Naha hasta Shuri con el fin de calmar los ánimos de las tropas. El rey Shō Nei ofreció a Kabayama a su hermano Shō Ko (regente del reino) y a tres de sus ministros como rehenes, por lo que Kabayama ordenó a sus tropas retirarse de Shuri rumbo a Naha, llegando todo el ejército de Satsuma a las 4:00 p. m. del 1 de abril. 
El 4 de abril, el rey Shō Nei abandonó el Castillo Shuri, pero al día siguiente oficiales de Satsuma entraron al castillo y comenzaron a inventariar los tesoros del castillo.

### Subyugación del reino
El 17 de mayo, Shō Nei abandonó Ryūkyū junto con soldados invasores en dirección a Satsuma junto con cien oficiales, para reunirse con los gobernantes japoneses. Se reunió en agosto de 1610 con el shōgun retirado Ieyasu en el Castillo Sunpu y luego fue llevado a Edo a una audiencia formal con el shōgun Tokugawa Hidetada el 28 de agosto. No obstante, en su regreso fue detenido en Kagoshima, se le obligó a rendirse formalmente y declarar varios juramentos ante el clan Shimazu. En 1611, dos años después de la invasión, el rey regresó a su castillo en Shuri.
En ausencia del rey, Kabayama Hisataka y su asistente Honda Chikamasa gobernaron las islas en nombre del señor feudal Shimazu Tadatsune. 14 samuráis de Satsuma, junto con 163 oficiales, examinaron la estructura política del reino y la productividad económica, y realizaron catastros en todas las islas. Tras el regreso del rey a Shuri, se restableció el mandato real, pero algunos oficiales de Ryūkyū fueron llevados a Satsuma como rehenes. Uno de ellos fue Kunigami Aji Seiya, quien vivió en Kagoshima entre 1614 y 1616 y sirvió a Shimazu Iehisa, quien batalló en el sitio de Osaka, pero llegó luego que el combate finalizó.

## Consecuencias

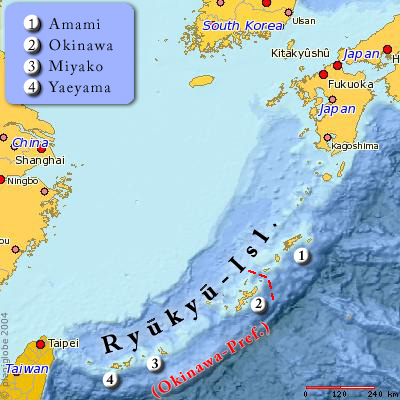
Mapa de las islas Ryūkyū.
Tras la invasión de 1609, Satsuma se hizo con el norte del reino anexándolo a su dominio (dividido por la línea roja), dejando el resto del reino nominalmente independiente con varias restricciones comerciales y diplomáticas bajo la tutela de Satsuma.

Los documentos de rendición firmados en Kagoshima en 1611, incluían una serie de dos juramentos, una firmada por el rey y otra por sus oficiales, junto con una serie de quince reglas denominadas como «medidas cautelares». El rey fue obligado a jurar que «las islas Ryūkyū desde tiempos antiguos fueron una dependencia feudal de Satsuma», y que había una larga tradición de envío de tributos y misiones de congratulación en la sucesión de los señores de Satsuma; a pesar de que todas estas aseveraciones eran mentira y estaba cambiando el pasado histórico de Ryūkyū. El juramento también incluía estipulaciones de que el reino admitía que estaba haciendo mal en ignorar y rechazar numerosos pedidos para materiales y mano de obra, que la invasión fue justa y merecida, y que el señor de Satsuma fue misericordioso y bondadoso en permitir al rey y a sus oficiales a regresar a casa y mantenerlo en el poder. Por último, el juramento incluía una lealtad perpetua como sirviente humilde de Satsuma y nunca cometer un acto de traición.
El juramento que firmaron los oficiales de Ryūkyū, fue muy similar al del rey y también fueron obligados a jurar lealtad ante los Shimazu sobre su rey, ofreciendo inclusive ventajas si los oficiales revelaban algún plan de rebelión contra los Satsuma. Todos los oficiales, excepto uno, firmaron el juramento. Tei Dō, consejero real y comandante de la defensa de Ryūkyū contra la invasión, se negó a firmar los juramentos y fue hecho prisionero, donde escribió en secreto una carta dirigida a la corte Ming en China. La carta llegó a China, pero fue interceptada y destruida por oficiales de Ryūkyū residentes en Fuzhou. Sin mayores opciones, Tei Dō mantuvo su posición de no firmar los documentos, por lo que fue decapitado.
La estructura de gobierno del reino de Ryūkyū se mantuvo intacto, junto con el linaje real. Ryūkyū permaneció nominalmente independiente, como un «país extranjero» (異国 ikoku?), y el dominio de Satsuma hizo lo posible por oscurecer su presencia en Ryūkyū para que la corte imperial china no se diera cuenta de la invasión, con el fin de aprovechar las relaciones comerciales y diplomáticas, ya que China se negaba tener relaciones de algún tipo con Japón en ese entonces. Sin embargo, a pesar de que el rey tenía poderes amplios, sólo estaba permitido hacerlo bajo una serie de parámetros estrictos establecidos por Satsuma, y debía pagar grandes cantidades al dominio como tributo. No obstante, el shogunato Tokugawa puso limitaciones a Satsuma para no hacerse totalmente del control interno de Ryūkyū.
En cuanto a la serie de reglas que el rey de Ryūkyū debía cumplir ante los Satsuma, fue establecido en un documento llamado las Quince Medidas Cautelares (掟十五ヶ条 Okite Jūgokajō?), que junto con los dos juramentos firmados en Kagoshima en 1611, detallaban las restricciones económicas y políticas sobre el reino. Se prohibió el comercio exterior, la diplomacia exterior y viajes al extranjero que no estuviesen permitidos por Satsuma. Las relaciones comerciales extensivas de Ryūkyū con China, Corea y el Sudeste Asiático se convirtieron en intereses para Satsuma, y se crearon leyes para impedir el contacto entre japoneses y habitantes de Ryūkyū, la adopción de costumbres japonesas por parte de Ryūkyū, así como viajes entre las dos islas nación. Igualmente, los viajes de Ryūkyū al extranjero en general, y la recepción de naves en los puertos del reino, fueron duramente restringidos con excepciones únicamente para comercio oficial y viajes diplomáticos autorizados por Satsuma.
También se estableció limitar la cantidad de templos budistas y santuarios sintoístas en el reino. De igual manera, se estableció el «Consejo de Tres» (Sanshikan) como el ente civil en la administración del reino. A pesar de que Satsuma impuso estas reglas, la adopción de todas las normas por parte de la población a finales del siglo XVII, en la que sólo Satsuma observaba quiénes seguían el espíritu de la letra de las medidas cautelares. Satsuma también purgó a los oficiales que se simpatizaban con la causa de Tei Dō, con el fin de aplacar rebeliones futuras contra los japoneses.
Adicionalmente, la mitad septentrional del reino, que conforman las islas Satsunan (islas Ōsumi, islas Tokara e islas Amami), fue anexada al dominio de Satsuma, por el motivo que los habitantes de esas islas se encontraban «culturalmente más cercanos a Japón» y actualmente forman parte de la prefectura de Kagoshima y no de la de Okinawa.